# Primarna baterija
Primarna baterija ili primarna ćelija je baterija (galvanska ćelija) koja je dizajnirana da se jednom upotrebi i odbaci, i nije punjiva za razliku od sekundarne ćelije (punjiva baterija). Uopšteno govoreći, elektrohemijska reakcija koja se dešava u ćeliji nije reverzibilna, što čini ćeliju nepunljivom. Kako se koristi primarna ćelija, hemijske reakcije u bateriji troše hemikalije koje stvaraju energiju; kada ih nema, baterija prestaje da proizvodi struju. Nasuprot tome, u sekundarnoj ćeliji, reakcija se može preokrenuti pokretanjem struje u ćeliji sa punjačem baterije da bi se ponovo napunila, regenerišući hemijske reaktante. Primarne ćelije su napravljene u nizu standardnih veličina za napajanje malih kućnih aparata kao što su baterijske lampe i prenosivi radio.
Primarne baterije čine oko 90% tržišta baterija vrednog 50 milijardi dolara, ali sekundarne baterije zadobijaju udeo na tržištu. Oko 15 milijardi primarnih baterija se svake godine baci širom sveta, a praktično sve završe na deponijama. Zbog toksičnih teških metala, jakih kiselina i alkalija koje sadrže, baterije su opasan otpad. Većina opština ih klasifikuje kao takve i zahtevaju odvojeno odlaganje. Energija potrebna za proizvodnju baterije je oko 50 puta veća od energije koju ona sadrži. Zbog visokog sadržaja zagađivača u poređenju sa malim energetskim sadržajem, primarna baterija se smatra rasipnom tehnologijom koja nije prihvatljiva za životnu sredinu. Uglavnom zbog povećane prodaje bežičnih uređaja i bežičnih alata koji se ne mogu ekonomično napajati primarnim baterijama i dolaze sa integralnim punjivim baterijama, industrija sekundarnih baterija beleži visok rast i polako zamenjuje primarnu bateriju u vrhunskim proizvodima.

## Spoljašnje veze
- Nonrechargeable batteries